# Корабни платна (съзвездие)
Корабни платна е южно съзвездие, едно от трите съвременни съзвездия (Кил, Кърма, Корабни платна), образувани при разделянето на старото Арго Навис през 1752 година. Символизира платната на кораба „Арго“ на Язон и Аргонавтите от гръцката митология. В ясна нощ в съзвездието Корабни платна могат да се видят с просто око около 110 звезди.